# Szir Mard
Szir Mard – wieś w Iranie, w ostanie Azerbejdżan Zachodni, w szahrestanie Takab. W 2006 roku liczyła 526 mieszkańców.